# Ostrava-Jih
Ostrava-Jih (pol. Ostrawa-Południe) – jeden z 23 obwodów miejskich miasta statutarnego Ostrawy, stolicy kraju morawsko-śląskiego, we wschodnich Czechach. W jego skład wchodzi 5 mniejszych części miasta: Bělský Les, Dubina, Hrabůvka, Výškovice i Zábřeh oraz cztery z 39 gmin katastralnych: Dubina u Ostravy, Hrabůvka, Výškovice u Ostravy i Zábřeh nad Odrou. Zajmuje obszar o łącznej powierzchni 1631,452 ha (z czego Dubina u Ostravy – 129,8994, Hrabůvka – 428,5168, Výškovice u Ostravy – 329,0999, Zábřeh nad Odrou – 743,9859). Populacja w 2021 r. wynosiła 96 871 osoby. 
Zlokalizowana jest pośrodku morawskiej części miasta, pomiędzy rzekami Odrą na zachodzie a Ostrawicą na wschodzie (niewielka część znajduje się na prawym brzegu Ostrawicy).

## Demografia[5]
| Rok             | 1869 | 1880 | 1890 | 1900   | 1910   | 1921   | 1930   | 1950   | 1961   | 1970   | 1980   | 1991    | 2001    | 2011    | 2021   |
| --------------- | ---- | ---- | ---- | ------ | ------ | ------ | ------ | ------ | ------ | ------ | ------ | ------- | ------- | ------- | ------ |
| Liczba ludności | 2129 | 2672 | 5165 | 10 515 | 13 433 | 13 806 | 15 099 | 22 532 | 33 413 | 70 748 | 90 109 | 118 806 | 118 094 | 106 973 | 96 871 |